# Yousef Salech
Yousef Salech (Hellerup, 17 gennaio 2002) è un calciatore danese, attaccante del Cardiff City.

## Carriera
Salech è cresciuto nel settore giovanile dell'Hellerup ed ha debuttato in prima squadra nella stagione 2020-2021 di 2. Division. Il 28 giugno 2021 è stato acquistato dal Brøndby ed il 1º maggio 2022 ha debuttato nel calcio professionistico nell'incontro di Superligaen perso 2-1 contro il Randers. Il 3 agosto seguente è stato ceduto in prestito all'HB Køge in seconda divisione per giocare con maggior frequenza. Rientrato al Brøndby, ha giocato alcune partite di inizio stagione prima di partire nuovamente in prestito, questa volta allo SK Beveren.
Il 22 febbraio 2024 il prestito al club belga è stato interrotto e Salech è stato acquistato a titolo definitivo dal Sirius. Al suo primo anno in Svezia è stato il miglior marcatore stagionale di squadra dei neroblù, con 11 reti in 27 partite.
Queste prestazioni hanno attirato l'interesse dei dirigenti del Cardiff City, che il 17 gennaio 2025, giorno del ventitreesimo compleanno del giocatore, lo hanno acquistato per una cifra di poco inferiore ai 4 milioni di euro.

## Statistiche

### Presenze e reti nei club
Statistiche aggiornate all'11 novembre 2024.
| Stagione        | Squadra         | Campionato      | Campionato | Campionato | Coppe nazionali | Coppe nazionali | Coppe nazionali | Coppe continentali | Coppe continentali | Coppe continentali | Altre coppe | Altre coppe | Altre coppe | Totale | Totale | Totale |
| Stagione        | Squadra         | Comp            | Pres       | Reti       | Comp            | Pres            | Reti            | Comp               | Pres               | Reti               | Comp        | Pres        | Reti        | Pres   | Reti   |        |
| --------------- | --------------- | --------------- | ---------- | ---------- | --------------- | --------------- | --------------- | ------------------ | ------------------ | ------------------ | ----------- | ----------- | ----------- | ------ | ------ | ------ |
| 2020-2021       | Hellerup        | 2D              | 25         | 7          | CD              | 1               | 0               | -                  | -                  | -                  | -           | -           | -           | 26     | 7      |        |
| 2021-2022       | Brøndby         | SL              | 2          | 0          | CD              | 0               | 0               | UCL+UEL            | 0                  | 0                  | -           | -           | -           | 2      | 0      |        |
| ago. 2022       | Brøndby         | SL              | 4          | 0          | CD              | 0               | 0               | UECL               | 0                  | 0                  | -           | -           | -           | 4      | 0      |        |
| 2022-2023       | HB Køge         | 1D              | 24         | 15         | CD              | 1               | 0               | -                  | -                  | -                  | -           | -           | -           | 25     | 15     |        |
| ago. 2023       | Brøndby         | SL              | 3          | 0          | CD              | 0               | 0               | -                  | -                  | -                  | -           | -           | -           | 3      | 0      |        |
| Totale Brøndby  | Totale Brøndby  | Totale Brøndby  | 9          | 0          |                 | 0               | 0               |                    | 0                  | 0                  |             | -           | -           | 9      | 0      |        |
| 2023-feb. 2024  | SK Beveren      | D2              | 16         | 1          | CB              | 3               | 0               | -                  | -                  | -                  | -           | -           | -           | 19     | 1      |        |
| 2024            | Sirius          | A               | 27         | 11         | CS+CS           | 1+1             | 1+1             | -                  | -                  | -                  | -           | -           | -           | 29     | 13     |        |
| Totale carriera | Totale carriera | Totale carriera | 101        | 34         |                 | 7               | 2               |                    | -                  | -                  |             | -           | -           | 108    | 36     |        |